# 多里斯-杜因达亚
多里斯-杜因达亚是巴西米纳斯吉拉斯州的一个市镇。总面积1110.641平方公里，总人口13996人，人口密度12.6人/平方公里。